# Specie di Poeciliidae
Di seguito l'elenco completo, aggiornato al 2020, delle 349 specie di Poeciliidae attualmente conosciute.

## A - G
| Sottofamiglia  | Genere            | Specie                      | Immagine |
| -------------- | ----------------- | --------------------------- | -------- |
| Procatopodinae | Aapticheilichthys | Aapticheilichthys websteri  |          |
| Poeciliinae    | Alfaro            | Alfaro cultratus            |          |
| Poeciliinae    | Alfaro            | Alfaro huberi               |          |
| Poeciliinae    | Belonesox         | Belonesox belizanus         |          |
| Poeciliinae    | Brachyrhaphis     | Brachyrhaphis cascajalensis |          |
| Poeciliinae    | Brachyrhaphis     | Brachyrhaphis episcopi      |          |
| Poeciliinae    | Brachyrhaphis     | Brachyrhaphis hartwegi      |          |
| Poeciliinae    | Brachyrhaphis     | Brachyrhaphis hessfeldi     |          |
| Poeciliinae    | Brachyrhaphis     | Brachyrhaphis holdridgei    |          |
| Poeciliinae    | Brachyrhaphis     | Brachyrhaphis olomina       |          |
| Poeciliinae    | Brachyrhaphis     | Brachyrhaphis parismina     |          |
| Poeciliinae    | Brachyrhaphis     | Brachyrhaphis punctifer     |          |
| Poeciliinae    | Brachyrhaphis     | Brachyrhaphis rhabdophora   |          |
| Poeciliinae    | Brachyrhaphis     | Brachyrhaphis roseni        |          |
| Poeciliinae    | Brachyrhaphis     | Brachyrhaphis roswithae     |          |
| Poeciliinae    | Brachyrhaphis     | Brachyrhaphis terrabensis   |          |
| Poeciliinae    | Carlhubbsia       | Carlhubbsia kidderi         |          |
| Poeciliinae    | Carlhubbsia       | Carlhubbsia stuarti         |          |
| Poeciliinae    | Cnesterodon       | Cnesterodon brevirostratus  |          |
| Poeciliinae    | Cnesterodon       | Cnesterodon carnegiei       |          |
| Poeciliinae    | Cnesterodon       | Cnesterodon decemmaculatus  |          |
| Poeciliinae    | Cnesterodon       | Cnesterodon holopteros      |          |
| Poeciliinae    | Cnesterodon       | Cnesterodon hypselurus      |          |
| Poeciliinae    | Cnesterodon       | Cnesterodon iguape          |          |
| Poeciliinae    | Cnesterodon       | Cnesterodon omorgmatos      |          |
| Poeciliinae    | Cnesterodon       | Cnesterodon pirai           |          |
| Poeciliinae    | Cnesterodon       | Cnesterodon raddai          |          |
| Poeciliinae    | Cnesterodon       | Cnesterodon septentrionalis |          |
| Poeciliinae    | Fluviphylax       | Fluviphylax obscurus        |          |
| Poeciliinae    | Fluviphylax       | Fluviphylax palikur         |          |
| Poeciliinae    | Fluviphylax       | Fluviphylax pygmaeus        |          |
| Poeciliinae    | Fluviphylax       | Fluviphylax simplex         |          |
| Poeciliinae    | Fluviphylax       | Fluviphylax zonatus         |          |
| Poeciliinae    | Gambusia          | Gambusia affinis            |          |
| Poeciliinae    | Gambusia          | Gambusia alvarezi           |          |
| Poeciliinae    | Gambusia          | Gambusia amistadensis       |          |
| Poeciliinae    | Gambusia          | Gambusia atrora             |          |
| Poeciliinae    | Gambusia          | Gambusia aurata             |          |
| Poeciliinae    | Gambusia          | Gambusia baracoana          |          |
| Poeciliinae    | Gambusia          | Gambusia beebei             |          |
| Poeciliinae    | Gambusia          | Gambusia bucheri            |          |
| Poeciliinae    | Gambusia          | Gambusia clarkhubbsi        |          |
| Poeciliinae    | Gambusia          | Gambusia dominicensis       |          |
| Poeciliinae    | Gambusia          | Gambusia echeagarayi        |          |
| Poeciliinae    | Gambusia          | Gambusia eurystoma          |          |
| Poeciliinae    | Gambusia          | Gambusia gaigei             |          |
| Poeciliinae    | Gambusia          | Gambusia geiseri            |          |
| Poeciliinae    | Gambusia          | Gambusia georgei            |          |
| Poeciliinae    | Gambusia          | Gambusia heterochir         |          |
| Poeciliinae    | Gambusia          | Gambusia hispaniolae        |          |
| Poeciliinae    | Gambusia          | Gambusia holbrooki          |          |
| Poeciliinae    | Gambusia          | Gambusia hurtadoi           |          |
| Poeciliinae    | Gambusia          | Gambusia krumholzi          |          |
| Poeciliinae    | Gambusia          | Gambusia lemaitrei          |          |
| Poeciliinae    | Gambusia          | Gambusia longispinis        |          |
| Poeciliinae    | Gambusia          | Gambusia luma               |          |
| Poeciliinae    | Gambusia          | Gambusia manni              |          |
| Poeciliinae    | Gambusia          | Gambusia marshi             |          |
| Poeciliinae    | Gambusia          | Gambusia melapleura         |          |
| Poeciliinae    | Gambusia          | Gambusia monticola          |          |
| Poeciliinae    | Gambusia          | Gambusia myersi             |          |
| Poeciliinae    | Gambusia          | Gambusia nicaraguensis      |          |
| Poeciliinae    | Gambusia          | Gambusia nobilis            |          |
| Poeciliinae    | Gambusia          | Gambusia panuco             |          |
| Poeciliinae    | Gambusia          | Gambusia pseudopunctata     |          |
| Poeciliinae    | Gambusia          | Gambusia punctata           |          |
| Poeciliinae    | Gambusia          | Gambusia puncticulata       |          |
| Poeciliinae    | Gambusia          | Gambusia regani             |          |
| Poeciliinae    | Gambusia          | Gambusia rhizophorae        |          |
| Poeciliinae    | Gambusia          | Gambusia senilis            |          |
| Poeciliinae    | Gambusia          | Gambusia sexradiata         |          |
| Poeciliinae    | Gambusia          | Gambusia speciosa           |          |
| Poeciliinae    | Gambusia          | Gambusia vittata            |          |
| Poeciliinae    | Gambusia          | Gambusia wrayi              |          |
| Poeciliinae    | Gambusia          | Gambusia xanthosoma         |          |
| Poeciliinae    | Gambusia          | Gambusia yucatana           |          |
| Poeciliinae    | Gambusia          | Gambusia zarskei            |          |
| Poeciliinae    | Girardinus        | Girardinus creolus          |          |
| Poeciliinae    | Girardinus        | Girardinus cubensis         |          |
| Poeciliinae    | Girardinus        | Girardinus denticulatus     |          |
| Poeciliinae    | Girardinus        | Girardinus falcatus         |          |
| Poeciliinae    | Girardinus        | Girardinus metallicus       |          |
| Poeciliinae    | Girardinus        | Girardinus microdactylus    |          |
| Poeciliinae    | Girardinus        | Girardinus uninotatus       |          |

## H - N
| Sottofamiglia       | Genere         | Specie                       | Immagine |
| ------------------- | -------------- | ---------------------------- | -------- |
| Poeciliinae         | Heterandria    | Heterandria anzuetoi         |          |
| Poeciliinae         | Heterandria    | Heterandria attenuata        |          |
| Poeciliinae         | Heterandria    | Heterandria bimaculata       |          |
| Poeciliinae         | Heterandria    | Heterandria cataractae       |          |
| Poeciliinae         | Heterandria    | Heterandria dirempta         |          |
| Poeciliinae         | Heterandria    | Heterandria formosa          |          |
| Poeciliinae         | Heterandria    | Heterandria jonesii          |          |
| Poeciliinae         | Heterandria    | Heterandria litoperas        |          |
| Poeciliinae         | Heterandria    | Heterandria obliqua          |          |
| Poeciliinae         | Heterandria    | Heterandria tuxtlaensis      |          |
| Poeciliinae         | Heterophallus  | Heterophallus milleri        |          |
| Poeciliinae         | Heterophallus  | Heterophallus rachovii       |          |
| Aplocheilichthyinae | Hylopanchax    | Hylopanchax leki             |          |
| Aplocheilichthyinae | Hylopanchax    | Hylopanchax moke             |          |
| Aplocheilichthyinae | Hylopanchax    | Hylopanchax ndeko            |          |
| Aplocheilichthyinae | Hylopanchax    | Hylopanchax paucisquamatus   |          |
| Aplocheilichthyinae | Hylopanchax    | Hylopanchax silvestris       |          |
| Aplocheilichthyinae | Hylopanchax    | Hylopanchax stictopleuron    |          |
| Procatopodinae      | Hypsopanchax   | Hypsopanchax catenatus       |          |
| Procatopodinae      | Hypsopanchax   | Hypsopanchax deprimozi       |          |
| Procatopodinae      | Hypsopanchax   | Hypsopanchax jobaerti        |          |
| Procatopodinae      | Hypsopanchax   | Hypsopanchax jubbi           |          |
| Procatopodinae      | Hypsopanchax   | Hypsopanchax platysternus    |          |
| Procatopodinae      | Hypsopanchax   | Hypsopanchax zebra           |          |
| Procatopodinae      | Laciris        | Laciris pelagicus            |          |
| Procatopodinae      | Lacustricola   | Lacustricola atripinna       |          |
| Procatopodinae      | Lacustricola   | Lacustricola bukobanus       |          |
| Procatopodinae      | Lacustricola   | Lacustricola centralis       |          |
| Procatopodinae      | Lacustricola   | Lacustricola jeanneli        |          |
| Procatopodinae      | Lacustricola   | Lacustricola kassenjiensis   |          |
| Procatopodinae      | Lacustricola   | Lacustricola katangae        |          |
| Procatopodinae      | Lacustricola   | Lacustricola kongoranensis   |          |
| Procatopodinae      | Lacustricola   | Lacustricola lacustris       |          |
| Procatopodinae      | Lacustricola   | Lacustricola lualabaensis    |          |
| Procatopodinae      | Lacustricola   | Lacustricola macrurus        |          |
| Procatopodinae      | Lacustricola   | Lacustricola maculatus       |          |
| Procatopodinae      | Lacustricola   | Lacustricola matthesi        |          |
| Procatopodinae      | Lacustricola   | Lacustricola mediolateralis  |          |
| Procatopodinae      | Lacustricola   | Lacustricola moeruensis      |          |
| Procatopodinae      | Lacustricola   | Lacustricola myaposae        |          |
| Procatopodinae      | Lacustricola   | Lacustricola nigrolateralis  |          |
| Procatopodinae      | Lacustricola   | Lacustricola omoculatus      |          |
| Procatopodinae      | Lacustricola   | Lacustricola pumilus         |          |
| Procatopodinae      | Lacustricola   | Lacustricola usanguensis     |          |
| Procatopodinae      | Lacustricola   | Lacustricola vitschumbaensis |          |
| Procatopodinae      | Lamprichthys   | Lamprichthys tanganicanus    |          |
| Poeciliinae         | Limia          | Limia caymanensis            |          |
| Poeciliinae         | Limia          | Limia dominicensis           |          |
| Poeciliinae         | Limia          | Limia fuscomaculata          |          |
| Poeciliinae         | Limia          | Limia garnieri               |          |
| Poeciliinae         | Limia          | Limia grossidens             |          |
| Poeciliinae         | Limia          | Limia heterandria            |          |
| Poeciliinae         | Limia          | Limia immaculata             |          |
| Poeciliinae         | Limia          | Limia melanogaster           |          |
| Poeciliinae         | Limia          | Limia melanonotata           |          |
| Poeciliinae         | Limia          | Limia miragoanensis          |          |
| Poeciliinae         | Limia          | Limia nigrofasciata          |          |
| Poeciliinae         | Limia          | Limia ornata                 |          |
| Poeciliinae         | Limia          | Limia pauciradiata           |          |
| Poeciliinae         | Limia          | Limia perugiae               |          |
| Poeciliinae         | Limia          | Limia rivasi                 |          |
| Poeciliinae         | Limia          | Limia sulphurophila          |          |
| Poeciliinae         | Limia          | Limia tridens                |          |
| Poeciliinae         | Limia          | Limia versicolor             |          |
| Poeciliinae         | Limia          | Limia vittata                |          |
| Poeciliinae         | Limia          | Limia yaguajali              |          |
| Poeciliinae         | Limia          | Limia zonata                 |          |
| Procatopodinae      | Micropanchax   | Micropanchax antinorii       |          |
| Procatopodinae      | Micropanchax   | Micropanchax bracheti        |          |
| Procatopodinae      | Micropanchax   | Micropanchax camerunensis    |          |
| Procatopodinae      | Micropanchax   | Micropanchax ehrichi         |          |
| Procatopodinae      | Micropanchax   | Micropanchax fuelleborni     |          |
| Procatopodinae      | Micropanchax   | Micropanchax hutereaui       |          |
| Procatopodinae      | Micropanchax   | Micropanchax johnstoni       |          |
| Procatopodinae      | Micropanchax   | Micropanchax keilhacki       |          |
| Procatopodinae      | Micropanchax   | Micropanchax kingii          |          |
| Procatopodinae      | Micropanchax   | Micropanchax loati           |          |
| Procatopodinae      | Micropanchax   | Micropanchax pfaffi          |          |
| Procatopodinae      | Micropanchax   | Micropanchax rudolfianus     |          |
| Procatopodinae      | Micropanchax   | Micropanchax scheeli         |          |
| Procatopodinae      | Micropoecilia  | Micropoecilia bifurca        |          |
| Procatopodinae      | Micropoecilia  | Micropoecilia branneri       |          |
| Procatopodinae      | Micropoecilia  | Micropoecilia minima         |          |
| Procatopodinae      | Micropoecilia  | Micropoecilia picta          |          |
| Procatopodinae      | Neoheterandria | Neoheterandria cana          |          |
| Procatopodinae      | Neoheterandria | Neoheterandria elegans       |          |
| Procatopodinae      | Neoheterandria | Neoheterandria tridentiger   |          |

## P
| Sottofamiglia       | Genere         | Specie                          | Immagine |
| ------------------- | -------------- | ------------------------------- | -------- |
| Poeciliinae         | Pamphorichthys | Pamphorichthys araguaiensis     |          |
| Poeciliinae         | Pamphorichthys | Pamphorichthys hasemani         |          |
| Poeciliinae         | Pamphorichthys | Pamphorichthys hollandi         |          |
| Poeciliinae         | Pamphorichthys | Pamphorichthys minor            |          |
| Poeciliinae         | Pamphorichthys | Pamphorichthys pertapeh         |          |
| Poeciliinae         | Pamphorichthys | Pamphorichthys scalpridens      |          |
| Procatopodinae      | Pantanodon     | Pantanodon madagascariensis     |          |
| Procatopodinae      | Pantanodon     | Pantanodon stuhlmanni           |          |
| Poeciliinae         | Phallichthys   | Phallichthys amates             |          |
| Poeciliinae         | Phallichthys   | Phallichthys fairweatheri       |          |
| Poeciliinae         | Phallichthys   | Phallichthys quadripunctatus    |          |
| Poeciliinae         | Phallichthys   | Phallichthys tico               |          |
| Poeciliinae         | Phalloceros    | Phalloceros alessandrae         |          |
| Poeciliinae         | Phalloceros    | Phalloceros anisophallos        |          |
| Poeciliinae         | Phalloceros    | Phalloceros aspilos             |          |
| Poeciliinae         | Phalloceros    | Phalloceros buckupi             |          |
| Poeciliinae         | Phalloceros    | Phalloceros caudimaculatus      |          |
| Poeciliinae         | Phalloceros    | Phalloceros elachistos          |          |
| Poeciliinae         | Phalloceros    | Phalloceros enneaktinos         |          |
| Poeciliinae         | Phalloceros    | Phalloceros harpagos            |          |
| Poeciliinae         | Phalloceros    | Phalloceros leptokeras          |          |
| Poeciliinae         | Phalloceros    | Phalloceros leticiae            |          |
| Poeciliinae         | Phalloceros    | Phalloceros lucenorum           |          |
| Poeciliinae         | Phalloceros    | Phalloceros malabarbai          |          |
| Poeciliinae         | Phalloceros    | Phalloceros megapolos           |          |
| Poeciliinae         | Phalloceros    | Phalloceros mikrommatos         |          |
| Poeciliinae         | Phalloceros    | Phalloceros ocellatus           |          |
| Poeciliinae         | Phalloceros    | Phalloceros pellos              |          |
| Poeciliinae         | Phalloceros    | Phalloceros reisi               |          |
| Poeciliinae         | Phalloceros    | Phalloceros spiloura            |          |
| Poeciliinae         | Phalloceros    | Phalloceros titthos             |          |
| Poeciliinae         | Phalloceros    | Phalloceros tupinamba           |          |
| Poeciliinae         | Phalloceros    | Phalloceros uai                 |          |
| Poeciliinae         | Phalloptychus  | Phalloptychus eigenmanni        |          |
| Poeciliinae         | Phalloptychus  | Phalloptychus januarius         |          |
| Poeciliinae         | Phallotorynus  | Phallotorynus dispilos          |          |
| Poeciliinae         | Phallotorynus  | Phallotorynus fasciolatus       |          |
| Poeciliinae         | Phallotorynus  | Phallotorynus jucundus          |          |
| Poeciliinae         | Phallotorynus  | Phallotorynus pankalos          |          |
| Poeciliinae         | Phallotorynus  | Phallotorynus psittakos         |          |
| Poeciliinae         | Phallotorynus  | Phallotorynus victoriae         |          |
| Procatopodinae      | Plataplochilus | Plataplochilus chalcopyrus      |          |
| Procatopodinae      | Plataplochilus | Plataplochilus loemensis        |          |
| Procatopodinae      | Plataplochilus | Plataplochilus miltotaenia      |          |
| Procatopodinae      | Plataplochilus | Plataplochilus ngaensis         |          |
| Procatopodinae      | Plataplochilus | Plataplochilus terveri          |          |
| Aplocheilichthyinae | Platypanchax   | Platypanchax modestus           |          |
| Poeciliinae         | Poecilia       | Poecilia boesemani              |          |
| Poeciliinae         | Poecilia       | Poecilia butleri                |          |
| Poeciliinae         | Poecilia       | Poecilia catemaconis            |          |
| Poeciliinae         | Poecilia       | Poecilia caucana                |          |
| Poeciliinae         | Poecilia       | Poecilia caudofasciata          |          |
| Poeciliinae         | Poecilia       | Poecilia chica                  |          |
| Poeciliinae         | Poecilia       | Poecilia dauli                  |          |
| Poeciliinae         | Poecilia       | Poecilia dominicensis           |          |
| Poeciliinae         | Poecilia       | Poecilia elegans                |          |
| Poeciliinae         | Poecilia       | Poecilia formosa                |          |
| Poeciliinae         | Poecilia       | Poecilia gillii                 |          |
| Poeciliinae         | Poecilia       | Poecilia hispaniolana           |          |
| Poeciliinae         | Poecilia       | Poecilia hondurensis            |          |
| Poeciliinae         | Poecilia       | Poecilia koperi                 |          |
| Poeciliinae         | Poecilia       | Poecilia kykesis                |          |
| Poeciliinae         | Poecilia       | Poecilia latipinna              |          |
| Poeciliinae         | Poecilia       | Poecilia latipunctata           |          |
| Poeciliinae         | Poecilia       | Poecilia marcellinoi            |          |
| Poeciliinae         | Poecilia       | Poecilia maylandi               |          |
| Poeciliinae         | Poecilia       | Poecilia mechthildae            |          |
| Poeciliinae         | Poecilia       | Poecilia mexicana               |          |
| Poeciliinae         | Poecilia       | Poecilia nicholsi               |          |
| Poeciliinae         | Poecilia       | Poecilia obscura                |          |
| Poeciliinae         | Poecilia       | Poecilia orri                   |          |
| Poeciliinae         | Poecilia       | Poecilia parae                  |          |
| Poeciliinae         | Poecilia       | Poecilia petenensis             |          |
| Poeciliinae         | Poecilia       | Poecilia reticulata             |          |
| Poeciliinae         | Poecilia       | Poecilia rositae                |          |
| Poeciliinae         | Poecilia       | Poecilia salvatoris             |          |
| Poeciliinae         | Poecilia       | Poecilia sarrafae               |          |
| Poeciliinae         | Poecilia       | Poecilia sphenops               |          |
| Poeciliinae         | Poecilia       | Poecilia sulphuraria            |          |
| Poeciliinae         | Poecilia       | Poecilia teresae                |          |
| Poeciliinae         | Poecilia       | Poecilia vandepolli             |          |
| Poeciliinae         | Poecilia       | Poecilia velifera               |          |
| Poeciliinae         | Poecilia       | Poecilia vivipara               |          |
| Poeciliinae         | Poecilia       | Poecilia waiapi                 |          |
| Poeciliinae         | Poecilia       | Poecilia wandae                 |          |
| Poeciliinae         | Poecilia       | Poecilia wingei                 |          |
| Poeciliinae         | Poeciliopsis   | Poeciliopsis baenschi           |          |
| Poeciliinae         | Poeciliopsis   | Poeciliopsis balsas             |          |
| Poeciliinae         | Poeciliopsis   | Poeciliopsis catemaco           |          |
| Poeciliinae         | Poeciliopsis   | Poeciliopsis elongata           |          |
| Poeciliinae         | Poeciliopsis   | Poeciliopsis fasciata           |          |
| Poeciliinae         | Poeciliopsis   | Poeciliopsis gracilis           |          |
| Poeciliinae         | Poeciliopsis   | Poeciliopsis hnilickai          |          |
| Poeciliinae         | Poeciliopsis   | Poeciliopsis infans             |          |
| Poeciliinae         | Poeciliopsis   | Poeciliopsis latidens           |          |
| Poeciliinae         | Poeciliopsis   | Poeciliopsis lucida             |          |
| Poeciliinae         | Poeciliopsis   | Poeciliopsis lutzi              |          |
| Poeciliinae         | Poeciliopsis   | Poeciliopsis monacha            |          |
| Poeciliinae         | Poeciliopsis   | Poeciliopsis occidentalis       |          |
| Poeciliinae         | Poeciliopsis   | Poeciliopsis paucimaculata      |          |
| Poeciliinae         | Poeciliopsis   | Poeciliopsis pleurospilus       |          |
| Poeciliinae         | Poeciliopsis   | Poeciliopsis presidionis        |          |
| Poeciliinae         | Poeciliopsis   | Poeciliopsis prolifica          |          |
| Poeciliinae         | Poeciliopsis   | Poeciliopsis retropinna         |          |
| Poeciliinae         | Poeciliopsis   | Poeciliopsis santaelena         |          |
| Poeciliinae         | Poeciliopsis   | Poeciliopsis scarlli            |          |
| Poeciliinae         | Poeciliopsis   | Poeciliopsis sonoriensis        |          |
| Poeciliinae         | Poeciliopsis   | Poeciliopsis turneri            |          |
| Poeciliinae         | Poeciliopsis   | Poeciliopsis turrubarensis      |          |
| Poeciliinae         | Poeciliopsis   | Poeciliopsis viriosa            |          |
| Aplocheilichthyinae | Poropanchax    | Poropanchax luxophthalmus       |          |
| Aplocheilichthyinae | Poropanchax    | Poropanchax myersi              |          |
| Aplocheilichthyinae | Poropanchax    | Poropanchax normani             |          |
| Aplocheilichthyinae | Poropanchax    | Poropanchax rancureli           |          |
| Aplocheilichthyinae | Poropanchax    | Poropanchax stigmatopygus       |          |
| Poeciliinae         | Priapella      | Priapella bonita                |          |
| Poeciliinae         | Priapella      | Priapella chamulae              |          |
| Poeciliinae         | Priapella      | Priapella compressa             |          |
| Poeciliinae         | Priapella      | Priapella intermedia            |          |
| Poeciliinae         | Priapella      | Priapella lacandonae            |          |
| Poeciliinae         | Priapella      | Priapella olmecae               |          |
| Poeciliinae         | Priapichthys   | Priapichthys annectens          |          |
| Poeciliinae         | Priapichthys   | Priapichthys caliensis          |          |
| Poeciliinae         | Priapichthys   | Priapichthys chocoensis         |          |
| Poeciliinae         | Priapichthys   | Priapichthys darienensis        |          |
| Poeciliinae         | Priapichthys   | Priapichthys nigroventralis     |          |
| Poeciliinae         | Priapichthys   | Priapichthys panamensis         |          |
| Poeciliinae         | Priapichthys   | Priapichthys puetzi             |          |
| Procatopodinae      | Procatopus     | Procatopus aberrans             |          |
| Procatopodinae      | Procatopus     | Procatopus nototaenia           |          |
| Procatopodinae      | Procatopus     | Procatopus similis              |          |
| Poeciliinae         | Pseudopoecilia | Pseudopoecilia austrocolumbiana |          |
| Poeciliinae         | Pseudopoecilia | Pseudopoecilia festae           |          |
| Poeciliinae         | Pseudopoecilia | Pseudopoecilia fria             |          |

## Q - X
| Sottofamiglia  | Genere       | Specie                     | Immagine |
| -------------- | ------------ | -------------------------- | -------- |
| Poeciliinae    | Quintana     | Quintana atrizona          |          |
| Procatopodinae | Rhexipanchax | Rhexipanchax kabae         |          |
| Procatopodinae | Rhexipanchax | Rhexipanchax lamberti      |          |
| Procatopodinae | Rhexipanchax | Rhexipanchax nimbaensis    |          |
| Procatopodinae | Rhexipanchax | Rhexipanchax schioetzi     |          |
| Poeciliinae    | Scolichthys  | Scolichthys iota           |          |
| Poeciliinae    | Scolichthys  | Scolichthys gracilis       |          |
| Poeciliinae    | Tomeurus     | Tomeurus gracilis          |          |
| Poeciliinae    | Xenodexia    | Xenodexia ctenolepis       |          |
| Poeciliinae    | Xenophallus  | Xenophallus umbratilis     |          |
| Poeciliinae    | Xiphophorus  | Xiphophorus alvarezi       |          |
| Poeciliinae    | Xiphophorus  | Xiphophorus andersi        |          |
| Poeciliinae    | Xiphophorus  | Xiphophorus birchmanni     |          |
| Poeciliinae    | Xiphophorus  | Xiphophorus clemenciae     |          |
| Poeciliinae    | Xiphophorus  | Xiphophorus continens      |          |
| Poeciliinae    | Xiphophorus  | Xiphophorus cortezi        |          |
| Poeciliinae    | Xiphophorus  | Xiphophorus couchianus     |          |
| Poeciliinae    | Xiphophorus  | Xiphophorus evelynae       |          |
| Poeciliinae    | Xiphophorus  | Xiphophorus gordoni        |          |
| Poeciliinae    | Xiphophorus  | Xiphophorus hellerii       |          |
| Poeciliinae    | Xiphophorus  | Xiphophorus kallmani       |          |
| Poeciliinae    | Xiphophorus  | Xiphophorus kosszanderi    |          |
| Poeciliinae    | Xiphophorus  | Xiphophorus maculatus      |          |
| Poeciliinae    | Xiphophorus  | Xiphophorus malinche       |          |
| Poeciliinae    | Xiphophorus  | Xiphophorus mayae          |          |
| Poeciliinae    | Xiphophorus  | Xiphophorus meyeri         |          |
| Poeciliinae    | Xiphophorus  | Xiphophorus milleri        |          |
| Poeciliinae    | Xiphophorus  | Xiphophorus mixei          |          |
| Poeciliinae    | Xiphophorus  | Xiphophorus montezumae     |          |
| Poeciliinae    | Xiphophorus  | Xiphophorus monticolus     |          |
| Poeciliinae    | Xiphophorus  | Xiphophorus multilineatus  |          |
| Poeciliinae    | Xiphophorus  | Xiphophorus nezahualcoyotl |          |
| Poeciliinae    | Xiphophorus  | Xiphophorus nigrensis      |          |
| Poeciliinae    | Xiphophorus  | Xiphophorus pygmaeus       |          |
| Poeciliinae    | Xiphophorus  | Xiphophorus roseni         |          |
| Poeciliinae    | Xiphophorus  | Xiphophorus signum         |          |
| Poeciliinae    | Xiphophorus  | Xiphophorus variatus       |          |
| Poeciliinae    | Xiphophorus  | Xiphophorus xiphidium      |          |